# Taurus PT-92

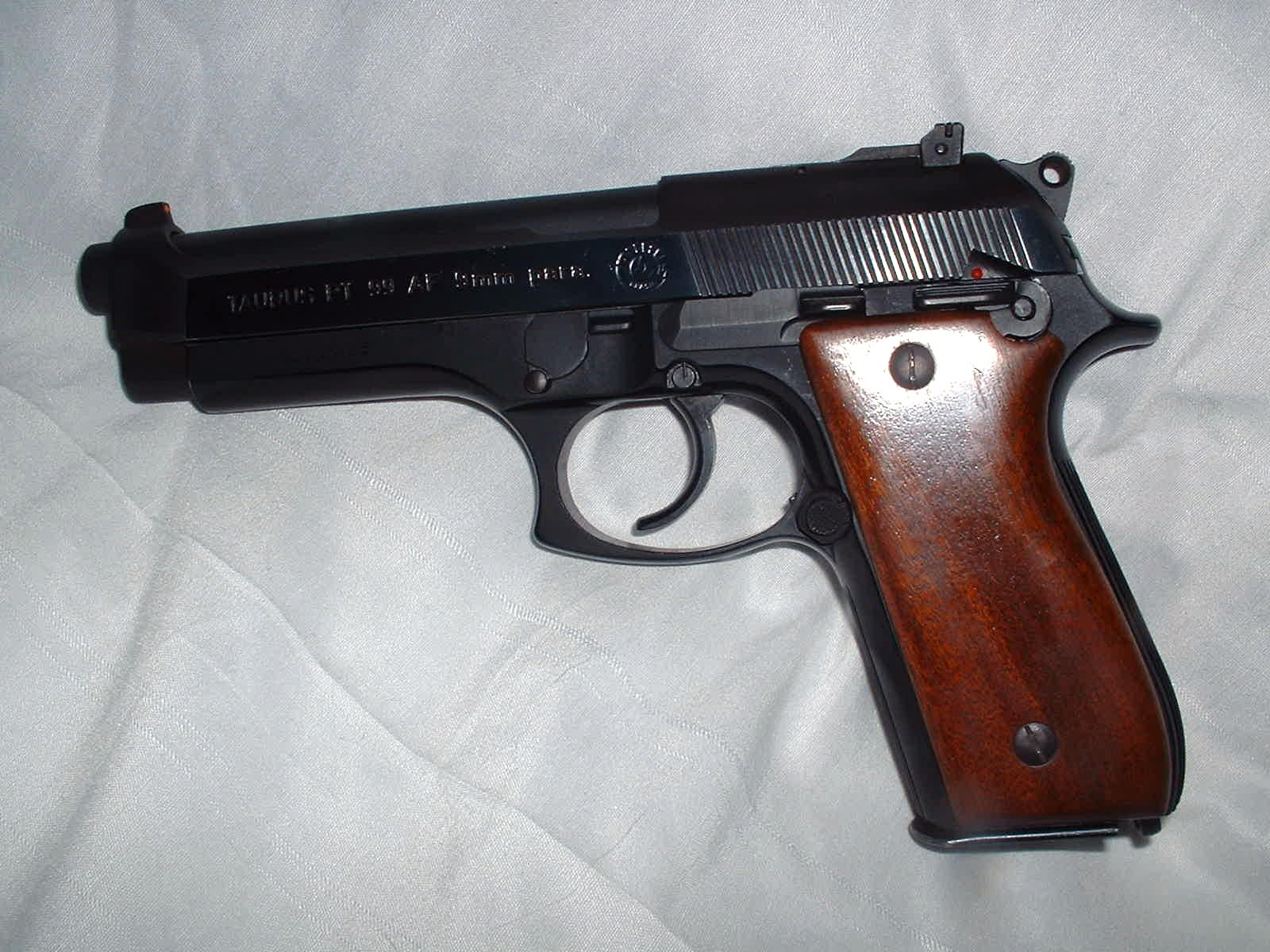
Un PT-99 finition bronzée. Il diffère du PT-92 par sa hausse réglable.

 (novembre 2019).

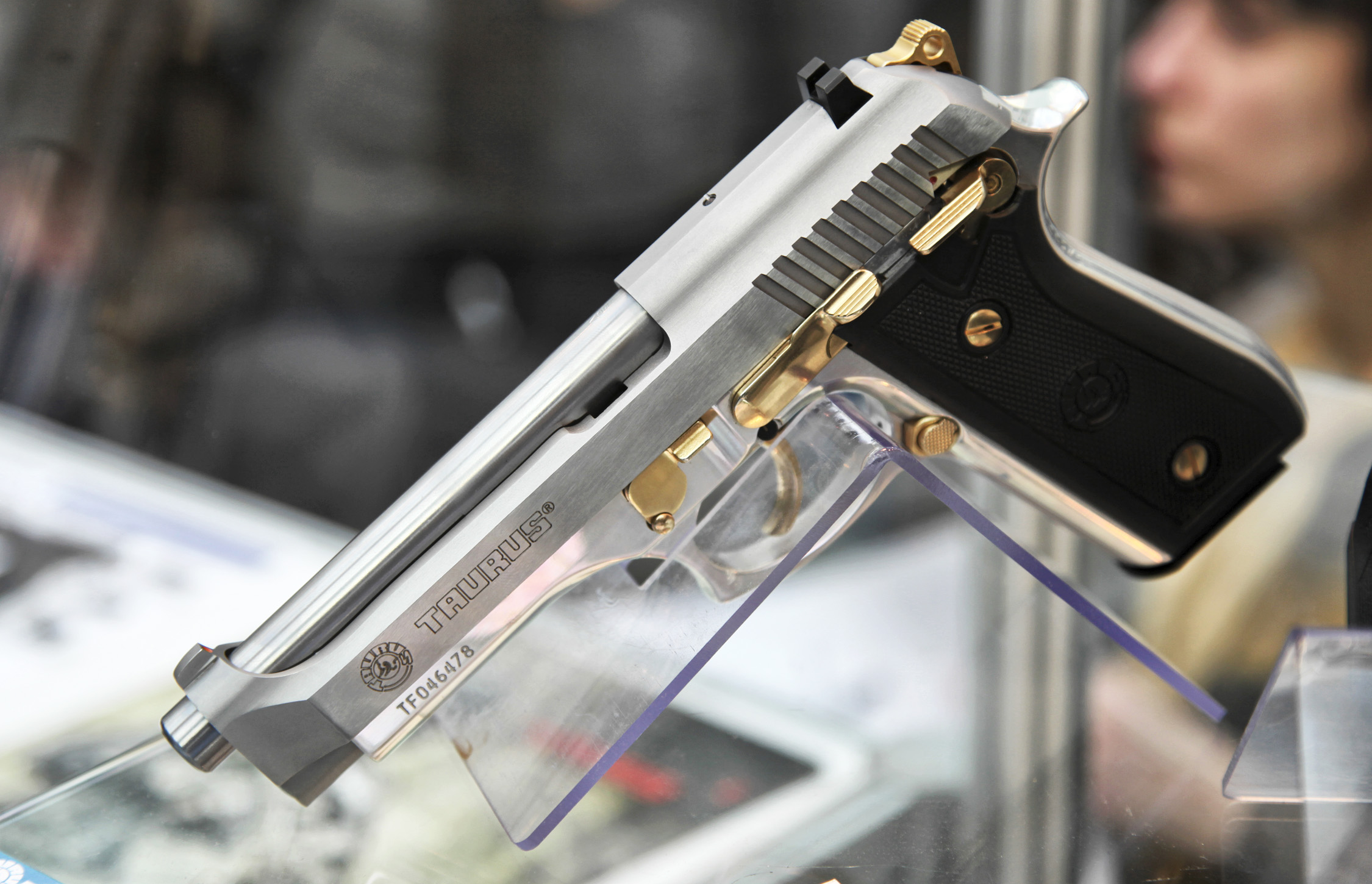
Un PT-92 en acier inoxydable et finition or.

Le Taurus PT-92 est un pistolet semi-automatique, version locale du Beretta 92 fabriquée à Porto Alegre. Il n'en diffère que par quelques détails. Il a été adopté par l'Armée de terre brésilienne et la Policia militar comme PA M/975. Le contrat entre le Brésil et Beretta permit à son fabricant Forjas Taurus SA de racheter la licence et l'usine de production locale de l'industriel italien, qui livra les 1ers M/975. Depuis 1983, Taurus exporte cette arme et ses variantes (PT-92C, PT-99, PT-91, PT-100 et PT101) partout dans le monde à un prix moindre, faisant de lui le Beretta du pauvre. 

## Présentation technique
Le fonctionnement diffère du Beretta 92FS au niveau de la sécurité. Celle-ci est placée sur la carcasse et non sur la culasse. Lorsque l'arme n'est pas armée on monte la sécurité vers le haut pour bloquer la détente. En position centrale l'arme est prête à tirer. La position basse sert de decocking. Lorsque l'arme est en position armée, si on enclenche la sécurité vers le bas, celle-ci désarme le chien pour ensuite retourner en position centrale prête à tirer (mais ce sera en double action pour le premier tir). Certaines versions parmi les plus récentes sont pourvus d'un rail Picatinny ou possède des carcasses faites en polymère.  
| Modèle | Munition       | Visée    | Longueur | Canon   | Masse à vide | Masse du PA chargé | Chargeur         |
| ------ | -------------- | -------- | -------- | ------- | ------------ | ------------------ | ---------------- |
| 92     | 9mm Parabellum | fixe     | 21,6 cm  | 12,5 cm | 0,96 kg      | 1,145 kg           | 15/17 cartouches |
| 99     | 9mm Parabellum | réglable | 21,6 cm  | 12,5 cm | 0,96 kg      | 1,145 kg           | 17 cartouches    |
| 92 C   | 9mm Parabellum | fixe     | 19,05 cm | 10,8 cm | 0,88 kg      | 1,035 kg           | 13 cartouches    |
| 91     | .41 AE         | fixe     | 21,6 cm  | 12,5 cm | 0,96 kg      | 1,19 kg            | 12 cartouches    |
| 100    | .40 S&W        | fixe     | 21,6 cm  | 12,5 cm | 0,96 kg      | 1,16 kg            | 12 cartouches    |
| 101    | .40 S&W        | réglable | 21,6 cm  | 12,5 cm | 0,96 kg      | 1,16 kg            | 12 cartouches    |
| 917 C  | 9mm Parabellum | fixe     | 19,05 cm | 10,8 cm | 0,91 kg      | selon le chargeur  | 17/19cartouches  |

## Diffusion
En plus de l'Armée de Terre et de la Policia militar brésiliennes, le PT 92 est en service dans les pays suivants :
- Argentine: Les PT92 et PT917, équipent certains services de la  "Policía de la Provincia de Buenos Aires" depuis 2009.
- République dominicaine
- Israël: La Police du District de Jérusalem utilise des  PT92C [1]
- Indonésie
- Libye : Le Brésil, qui fut un fournisseur d'armes de l'Armée libyenne entre 1973 et 1988, livra des pistolets PT92 mais aussi 20 000 mitraillettes M/972 [2]
- Malaisie
- Paraguay: En cours de remplacement par des pistolets Glock dans l'Armée et la Police.
- Pérou: Les  PT92AFD et PT92AFD-M sont en service dans l'Armée Péruvienne.

## Des versions pour les marchés civil s brésiliens et mexicains
La firme Taurus  a dérivé du PT-92, des PA compacts que sont les PT-57 et PT-58 respectivement en .32 Auto et .380 Auto réservé au marché de la défense personnelle.

## Fiction
Ce pistolet automatique est souvent utilisé dans des films et des séries télévisées brésiliennes comme La Cité de Dieu ou Troupe d'élite (et sa suite Troupe d'élite 2). 
Néanmoins, sa similitude avec le Beretta explique son usage courant dans fictions françaises, hollywoodiennes ou hongkongaises.
Ainsi le Taurus PT-92 est l'arme de Walker, Texas Ranger. Il apparaît dans les mains de Chow Yun-fat (The Killer & Full Contact) et de Jean Reno (Le Jaguar). Il est aussi utilisé par des assassins et des gardes du corps dans So Close ou des truands joués par Pierre Laplace, Jean-Louis Tribes et Richard Anconina dans Gangsters. Souvent vu dans Deux flics à Miami, il sert d'arme du crime dans un crossover entre Les Experts et Les Experts : Miami.
L'arme apparaît également dans des jeux vidéo Max Payne 3.

## Airsoft
Il existe plusieurs versions de ce pistolet en Airsoft, produites par KWC. Certaines versions sont équipées d'un sélecteur de tir, la position basse permettant un tir en rafale libre au lieu du désarmement du marteau.

## Sources
Cette notice est issue de la lecture des revues spécialisées et monographies de langue française suivantes :
- Cibles (Fr)
- AMI/ArMI/Fire (B)
- Action Guns (Fr)
- Raids (Fr)